# Brownea tillettiana
Brownea tillettiana är en ärtväxtart som beskrevs av D.Velasquez och Agostini. Brownea tillettiana ingår i släktet Brownea och familjen ärtväxter. Inga underarter finns listade i Catalogue of Life.